# Bryum ramosum
Bryum ramosum là một loài rêu trong họ Bryaceae. Loài này được Harv. Mitt. mô tả khoa học đầu tiên năm 1859.